# Boomhoek
Boomhoek is een buurtschap in de gemeente Wijdemeren, in de Nederlandse provincie Noord-Holland. Het ligt aan de Loosdrechtse Plassen en de Nieuw-Loosdrechtse Dijk tussen Muyeveld en Nieuw-Loosdrecht loopt er doorheen.

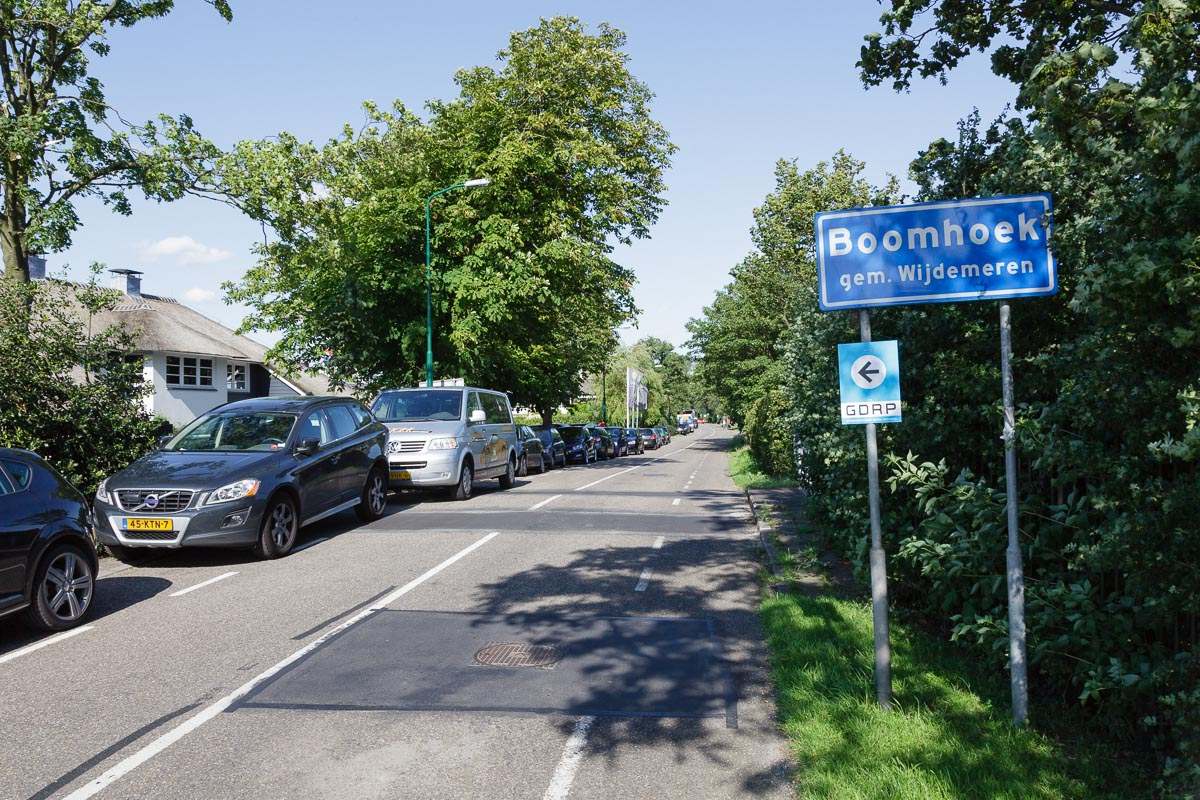
Kombord van Boomhoek

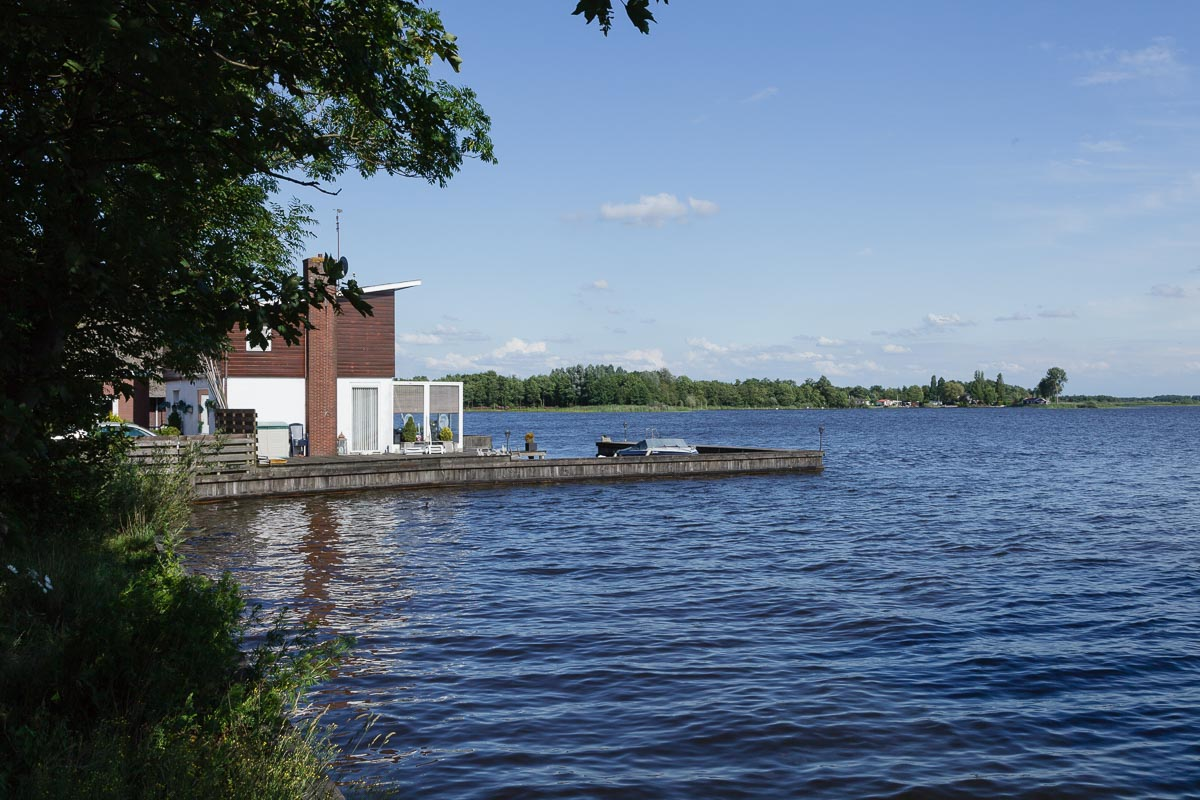
Woning in Boomhoek aan de Loosdrechtse Plassen

Dorpen: Ankeveen · 's-Graveland · Kortenhoef · Nieuw-Loosdrecht · Nederhorst den Berg · Oud-Loosdrecht

Buurtschappen: Boomhoek · Breukeleveen · Hinderdam · Horstermeer · Muyeveld · Overmeer

Noord-Holland: Steden en dorpen in Noord-Holland      Nederland: Provincies · Gemeenten